# Тоа
Тоа (исп. Toa) — река в провинции Гуантанамо, Куба. Длина реки — 131 км, площадь водосборного бассейна — 1061 км². Тоа известна своими чистыми водами.
Тоа имеет 72 притока. Исток реки находится в горах Нипе-Сагуа-Баракоа. Она занимает около 70 % территории биосферного заповедника Кучильяс-дель-Тоа. Среднегодовое количество осадков составляет 2800 мм.
В районе вокруг реки обитает множество видов эндемичной флоры и фауны, включая в себя около 1000 видов цветов и 145 видов папоротников. Также к фауне этой местности относятся виды находящиеся под угрозой исчезновения, такие как кубинский трогон и Chondrohierax uncinatus.